# Подлесье (Сланцевский район)
Подлесье — деревня в Старопольском сельском поселении Сланцевского района Ленинградской области.

## История
Впервые упоминается в писцовых книгах Шелонской пятины 1498 года, как деревня Подлесье (дер. Подлисье близ озера Самро) в Сумерском погосте Новгородского уезда.
Как деревня Подлисье она упоминается на карте Санкт-Петербургской губернии Ф. Ф. Шуберта 1834 года.

ПОДЛИПЬЕ — деревня принадлежит её величеству, число жителей по ревизии: 64 м. п., 62 ж. п. (1838 год)

ПОДЛЕСЬЕ — деревня Гдовского её величества имения, по просёлочной дороге, число дворов — 18, число душ — 80 м. п. (1856 год)

ПОДЛЕСЬЕ — деревня удельная близ озера Самро, число дворов — 22, число жителей: 89 м. п., 96 ж. п.; Часовня православная. (1862 год) 

В XIX — начале XX века деревня административно относилась к Осьминской волости 2-го земского участка 1-го стана Гдовского уезда Санкт-Петербургской губернии.
Согласно Памятной книжке Санкт-Петербургской губернии 1905 года деревня образовывала Подлесское сельское общество.
С марта 1917 года деревня находилась в составе Осьминской волости Гдовского уезда.

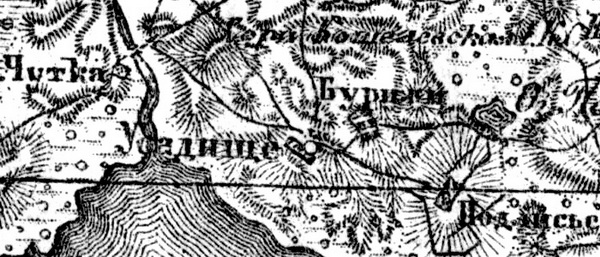
Деревня Подлесье на карте 1919 года

Согласно карте Петроградской и Эстляндской губерний издания 1919 года деревня называлась Подлисье.
С января 1920 года, в составе Самровской волости.
С марта 1922 года, в составе Дретновского сельсовета Осьминской волости Кингисеппского уезда.
С августа 1927 года, в составе Осьминского района.
С ноября 1928 года, в составе Тарасово-Горского сельсовета. В 1928 году население деревни составляло 287 человек.
С июля 1930 года, в составе Поречского сельсовета.
По данным 1933 года деревня Подлесье входила в состав Поречского сельсовета Осьминского района.
С 1 августа 1941 года по 31 января 1944 года, германская оккупация.
С 1961 года, в составе Сланцевского района.
С 1963 года, в составе Лужского района.
По состоянию на 1 августа 1965 года деревня Подлесье входила в состав Поречского сельсовета Кингисеппского района. С ноября 1965 года, вновь в составе Сланцевского района.
По данным 1973 года деревня Подлесье входила в состав Поречского сельсовета.
По данным 1990 года деревня Подлесье входила в состав Овсищенского сельсовета.
В 1997 году в деревне Подлесье Овсищенской волости проживали 5 человек, в 2002 году — 24 человека (все русские).
В 2007 году в деревне Подлесье Старопольского СП проживали 7 человек, в 2010 году — 31 человек.

## География
Деревня расположена в восточной части района на автодороге 41К-796 (Поречье — Подлесье) в месте примыкания к ней автодороги 41К-776 (Подъезд к дер. Подлесье).
Расстояние до административного центра поселения — 15 км.
Расстояние до ближайшей железнодорожной станции Молосковицы — 86 км.
Деревня находится близ северного берега озера Самро.

## Демография
| 1862 | 2007 | 2010 | 2017 |
| ---- | ---- | ---- | ---- |
| 185  | ↘7   | ↗31  | ↘8   |